# 锡耶纳分区

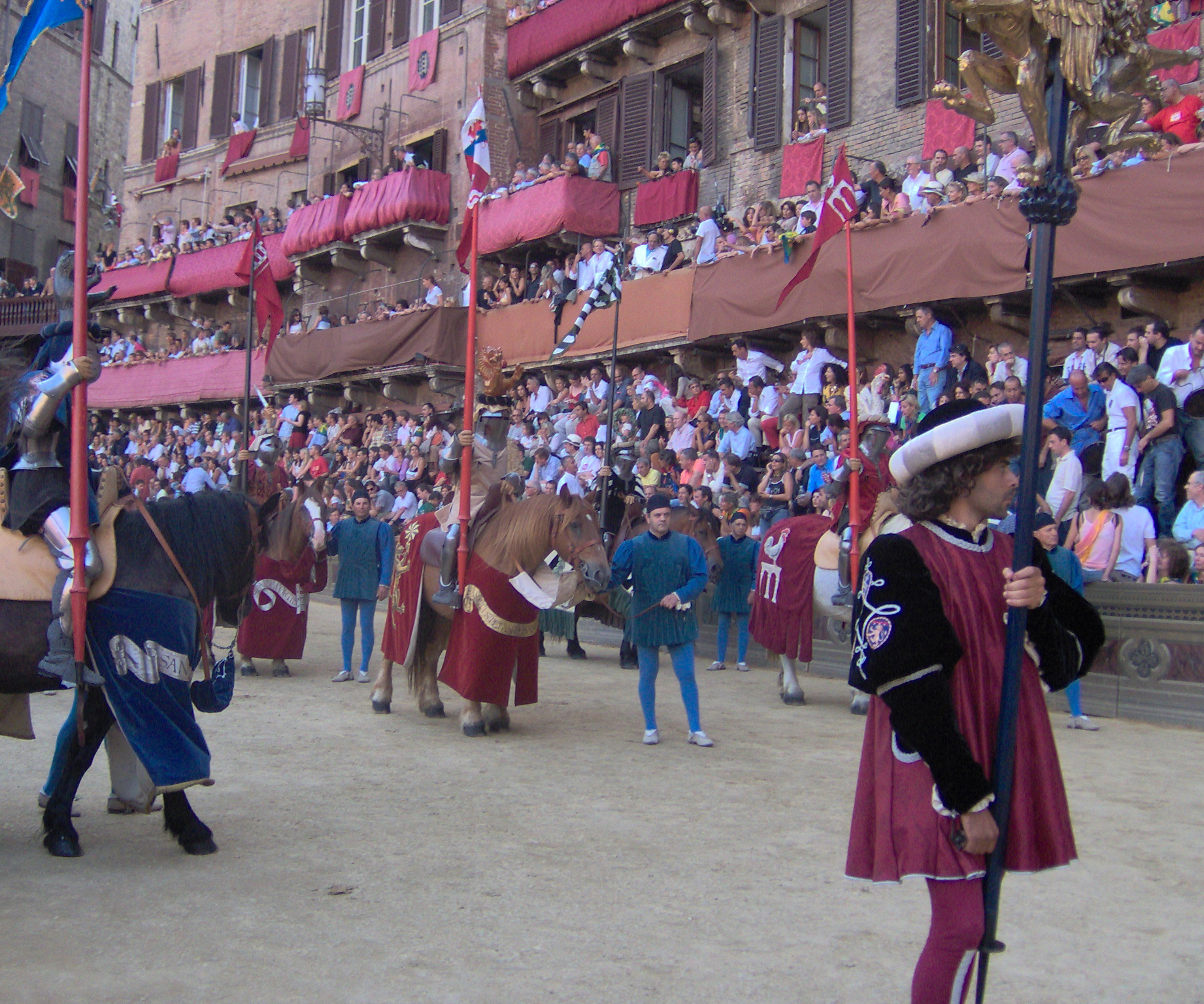

锡耶纳分区（Contrade of Siena）包括17个堂区，以参加锡耶纳赛马节比赛而著称。每个区以动物或其它象征命名。这些区在中世纪曾是保卫城市的军事单位，现已失去行政和军事功能，而是居民们引以为荣的街区，所有的重要事件：洗礼、葬礼、婚礼、宗教节日、赛马节等，都以区为单位庆祝。每个区拥有自己的博物馆，喷泉、洗礼堂、格言，以及同盟和对手。 
以下为锡耶纳17个堂区：
- 鹰区（Aquila）：位于市中心田野广场西南方，主教座堂位于该区。传统上，该区居民为公证员。该区标志为双头黑鹰，颜色是黄色，镶着蓝色和黑色。

- 毛毛虫区（Bruco）位于田野广场以北。传统上，其居民从事丝绸贸易。该区标志为 一只爬在玫瑰上的毛毛虫。区旗主要为绿黄两色。主保为圣母。其同盟为豪猪区、贝壳区和塔区，没有正式的敌人。2008年在赛马节中获胜。

- 蜗牛区（Chiocciola）位于城市西南角。传统上，其居民制作红陶。其标志为蜗牛。区旗为红色和黄色。

- 猫头鹰区（Civetta）位于田野广场以北。传统上，其居民为鞋匠。其标志为树枝上的猫头鹰。区旗为红色和黑色。该区曾因30多年未曾赢得赛马节而多年被视为老祖母（nonna），但是已经在2009年8月洗刷了这一耻辱。

- 龙区（Drago）位于田野广场西北，传统上，其居民为银行家。其标志为一条金龙。区旗为绿色和红色。

- 长颈鹿区（Giraffa）位于田野广场东北，传统上，其居民为画家。其标志为摩尔人牵着长颈鹿。区旗为红白两色。2011年8月16日，长颈鹿区在赛马节中获胜。

- 豪猪区（Istrice）位于该市西北边缘，其标志为豪猪。区旗为红、白、蓝、黑色。2008年7月，该区在赛马节中获胜。

- 独角兽区（Leocorno）位于田野广场以东。传统上，该区居民为银匠。区旗为橙色和白色。

- 母狼区（Lupa）位于田野广场以北。传统上，该区居民为面包师。该区标志为母狼，姊妹城市是罗马。

- 贝壳区（Nicchio）位于该市的最东部。传统上，该区居民担任陶工。该区标志是扇贝和珊瑚。区旗为蓝色。

- 鹅区（Oca）位于田野广场以西。传统上，该区居民生产染料。该区标志是一只鹅。区旗为绿色和白色。

- 波浪区（Onda）位于市中心田野广场以南。传统上，该区居民为木匠。该区标志是一只海豚。区旗为白色和天蓝色。

- 豹区（Pantera）位于城市西部边缘。传统上，该区居民为食品商，药剂师。该区标志是一只黑豹。区旗为红、蓝、白三色。

- 森林区（Selva）位于田野广场以西。传统上，该区居民从事织布。该区标志是犀牛和橡树。区旗为绿色和橙色。

- 龟区（Tartuca）位于城市的南端。传统上，该区居民为雕塑家。该区标志是龟与雏菊。区旗为黄色和深蓝色。

- 塔区（Torre）位于田野广场东南，犹太区和犹太会堂位于该区。传统上，该区居民为梳羊毛工人.该区标志为一只大象，后面是一个塔。区旗为深红色。塔区是波浪区和鹅区的对手，是锡耶纳仅有的有两个敌人的区。

- 绵羊谷区（Valdimontone）位于城市东南。传统上，该区居民为裁缝。该区标志为绵羊。区旗为红色和黄色。